# Emma Augusta Thomsen

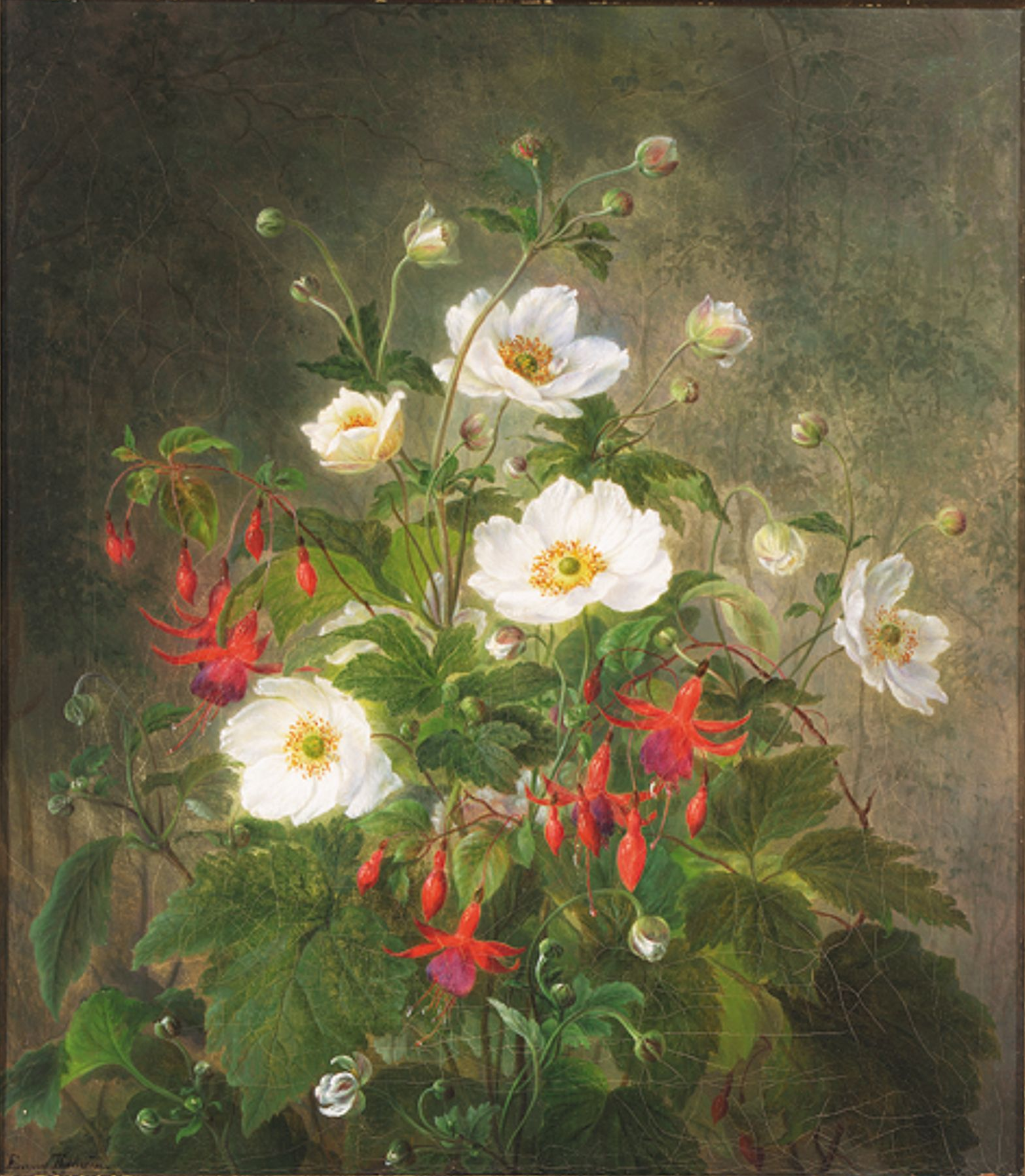
Fuchsia och anemoner, 1888.

Emma Augusta Thomsen, född 1822, död 1897, var en dansk konstnär (målare). Hon var främst känd för sina blomstermotiv.
Thomson fick undervisning av blomstermålaren J. L. Jensen och utbildade sig genom självstudier i naturen.
Hon deltog regelbundet i vårutställningarna på Charlottenborg och är representerad på Danmarks Nationalmuseum.
Två år före sin död deltog Thomsen i Kvindernes Udstilling 1895.
Thomsen var bland annat lärare i måleri för blomstermålaren Anthonore Christensen.